# Jack Foster (Leichtathlet)
John Charles „Jack“ Foster (* 23. Mai 1932 in Liverpool; † 5. Juni 2004 in Rotorua) war ein neuseeländischer Marathonläufer britischer Herkunft.

## Leben
Foster wanderte mit 24 Jahren nach Neuseeland aus. Erst mit 32 Jahren begann er mit dem Laufsport.
1969 wurde er in 2:19:03 h Dritter beim Canadian National Exhibition Marathon. Im Jahr darauf gewann er den Fletcher Challenge Marathon in 2:22:21 und wurde in 2:14:44 Vierter bei den British Commonwealth Games in Edinburgh. Einem Sieg beim Canadian National Exhibition Marathon folgte zum Saisonabschluss ein vierter Platz beim Fukuoka-Marathon mit dem neuseeländischen Rekord von 2:12:18. Nach einem dritten Platz in Fukuoka 1971 und einem Sieg beim Fletcher Challenge Marathon 1972 wurde er für die Olympischen Spiele in München nominiert, bei denen er auf dem achten Platz einlief.
1973 gewann er einen Marathon in Kyōto, verteidigte seinen Titel beim Fletcher Challenge Marathon und wurde Zweiter bei den Neuseeländischen Meisterschaften.
Bei den British Commonwealth Games 1974 in Christchurch wurde er Zweiter hinter dem Engländer Ian Thompson und verbesserte seinen Landesrekord auf 2:11:19 h. Im Sommer siegte er bei einem Marathon in Westwood.
1975 kam er bei den Crosslauf-Weltmeisterschaften in Rabat auf den 36. Platz, siegte zum vierten Mal beim Fletcher Challenge Marathon, wurde Dritter beim Hamilton-Marathon und gewann den Honolulu-Marathon. 1976 wurde er mit seinem Sieg beim Auckland-Marathon Neuseeländischer Meister und kam bei den Olympischen Spielen in Montreal auf den 17. Platz.
Im Jahr darauf belegte er bei den Crosslauf-WM 1977 in Düsseldorf den Rang 33. 1978 wurde er Sechster beim New-York-City-Marathon, und 1979 lief er bei den Crosslauf-WM in Limerick auf dem 155. Platz ein. 1982 stellte er in Auckland mit 2:20:28 h eine Weltbestzeit für die Altersklasse M50 auf, die neun Jahre lang Bestand hatte.
Auf der Bahn erzielte er am 14. August 1971 in Hamilton mit 1:39:14,4 h eine Weltbestzeit über 20 Meilen.
Er starb im Alter von 72 Jahren, als er auf seinem Fahrrad von einem Auto überfahren wurde.

## Bestzeiten
- 25.000 m: 1:16:29,0 h, 14. August 1971, Hamilton (Zwischenzeit; Ozeanienrekord)
- 30.000 m: 1:32:18,6 h, 14. August 1971, Hamilton (Zwischenzeit; Ozeanienrekord)
- Marathon: 2:11:19 h, 31. Januar 1974, Christchurch

## Veröffentlichungen
- Tale of the Ancient Marathoner: Jack Foster’s Own Story. World Publications, 1974, ISBN 0-89037-049-4